# صلح کالتابلوتا
صلح کالتابلوتا، امضاشده در ۳۱ اوت ۱۳۰۲، آخرین پیمان از مجموعه‌ای از پیمان‌ها، از جمله پیمان تاراسکون و آناگنی بود که برای پایان دادن به جنگ میان خاندان آنژو و بارسلونا برای برتری در مدیترانه و به ویژه سیسیل و ایتالیای جنوبی طراحی شده بود.
این صلح‌نامه، پادشاهی قدیمی سیسیل را به یک بخش جزیره‌ای و یک بخش شبه‌جزیره‌ای تقسیم کرد. جزیره که پادشاهی تریناکریا نامیده می‌شود، به فردریکو سوم که بر آن حکومت می‌کرد، رسید. ایتالیای جنوبی نیز که همزمان پادشاهی سیسیل نامیده می‌شد (در تاریخ مدرن پادشاهی ناپل نامیده می‌شود) به شارل دوم که بر آن حکومت می‌کرد، رسید؛ بنابراین، هدف صلح‌نامه به رسمیت شناختن وضعیت ناآرام موجود بود.